# Mahua
El Mahua (A veces escrito como Magua o Maua, En chino: 麻花) también llamado Mafá o Mafa, es un alimento chino hecho a base de masa china, que se fríe en aceite, generalmente aceite de maní. Tiene un aspecto brillante y dorado. Se prepara de diversas formas y con diferentes sabores, que van desde el dulce, al picante, y suele tener una textura densa y crujiente. El origen del Mahua se remonta a hace miles de años. Muchos lugares tienen la tradición de comer Mahua, y el Mahua se considera un alimento característico de la ciudad de Tianjin, en el norte de China.

## Origen
Según la leyenda, el Mahua se originó hace dos mil años. En ese momento, la gente celebraba un festival de tres días en los que no se les permitía usar fuego. La falta de acceso al fuego significó que la gente no pudiera cocinar durante el festival. Para poder comer, la gente necesitaba preparar alimentos que no se echaran a perder fácilmente antes del festival. Así se inventó la forma original del Mahua, que es masa frita con miel. Debido a que el Mahua original podía mantenerse fresco durante mucho tiempo, era un buen refrigerio para los festivales.
En otra historia sobre el origen de Mahua, relata que el Mahua fue creado para maldecir al odioso escorpión. En ese momento, los escorpiones salvajes estaban molestando a la gente. Para vengarse, la gente torcía la masa de trigo en forma de cola de escorpión, luego la freían y se la comían.

## Preparación

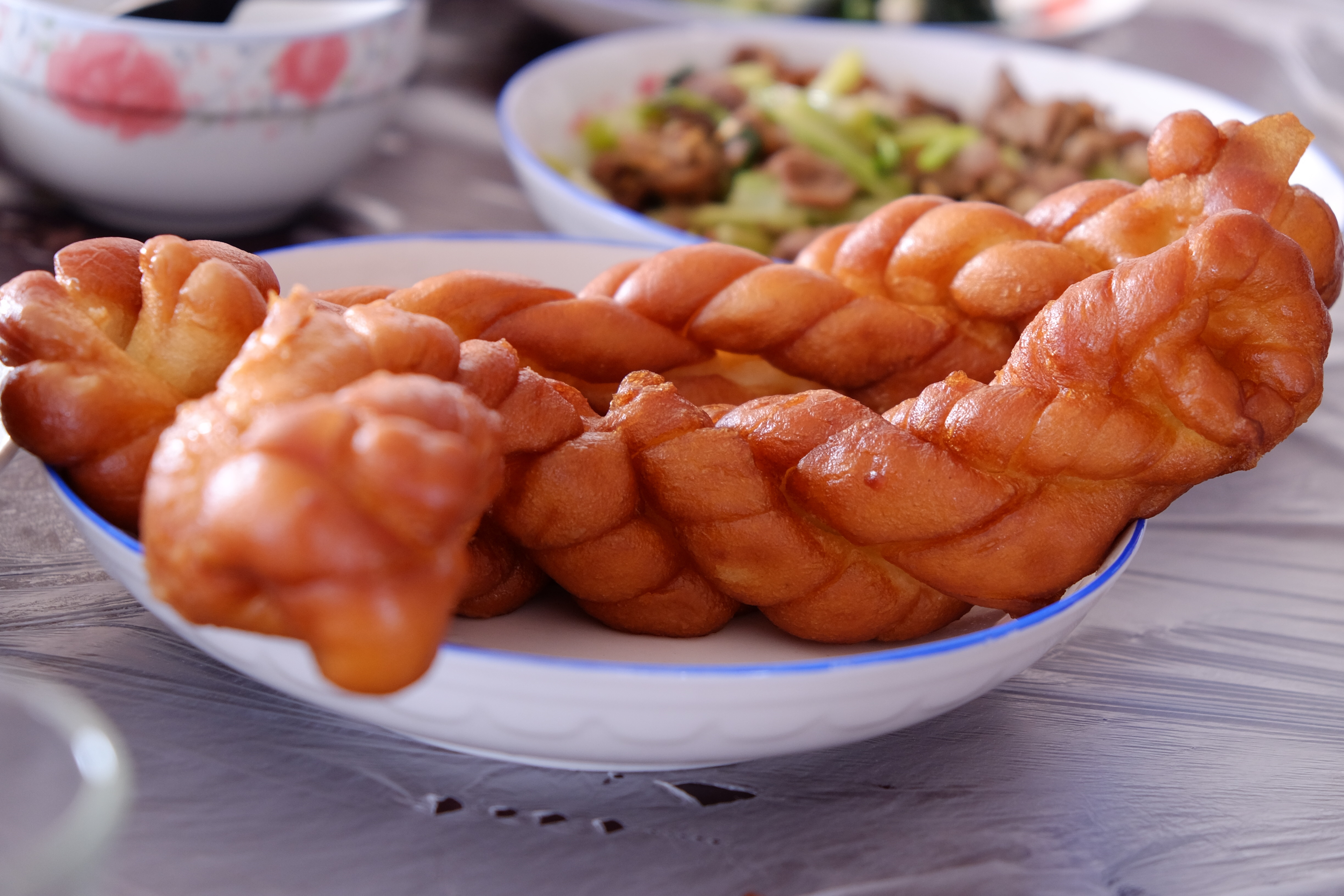
Imagen de mahua dulce dorado, el tipo más común de mahua

Existen múltiples formas de preparar el Mahua. Pero existen eglas generales para su preparación en todo el munso, como lo son:
- Amasar la masa en dos o tres baras con el grueso deseado
- Apretarlos en una gran barra entrelazada de la forma preferida.
- Freírlo hasta que sea amarillo, o que adquiera el color y textura deseados.
- Colocar los adornos o toque finales, antes de que se enfríe
Durante todo el proceso se pueden sumar los aditamentos deseados para el tipo de Mahua. También se puede tomar con muchos tipos de acompañantes, siendo los más usuales el café, el café con leche, los refrescos, o el té en el caso de Asia.

## Mahua de la calle 18 de Tianjin Guifaxiang
La marca Mahua más famosa es la del "Mahua de la calle 18 de Tianjin Guifaxiang" (en inglés "Guifaxiang 18th Street Fried Dough Twists") de la región de Tianjin, porque la tienda se originó en la calle 18 del casco antiguo. En Tianjin, la gente normalmente come Mahua que tiene un sabor dulce o salado. Los ingredientes más comunes utilizados en el mahua Tianjin son harina, sésamo, nuez, maní y osmanthus de aroma dulce.
La tienda Guifaxiang Mahua fue fundada en el lado occidental del río Haihe de Tianjin, en el año 1927 por Laoba Liu. El nombre de "Guifaxiang" implica el significado de "aroma de semillas de osmanthus de aroma dulce, sé diligente y ten suerte" (桂子飘香，发愤图强，吉祥如意). Debido a que la tienda está en la calle 18, el Mahua se llama "Mahua de la calle 18 de Tianjin Guifaxiang". El propietario, Laoba, era un panadero talentoso y había inventado una forma de poner rellenos variados en el Mahua para mejorar su apariencia y sabor. A todas las personas les encantó la merienda. Gradualmente, el "Mahua de la calle 18 de Tianjin Guifaxiang" se había convertido en uno de los bocadillos más famosos de Tianjin y se hizo famoso en todo el país, e internacionalmente.
La empresa "Guifaxiang" ha construido un Museo de Mahua para que los visitantes aprendan sobre la historia de Mahua y recorran la línea de la fábrica.

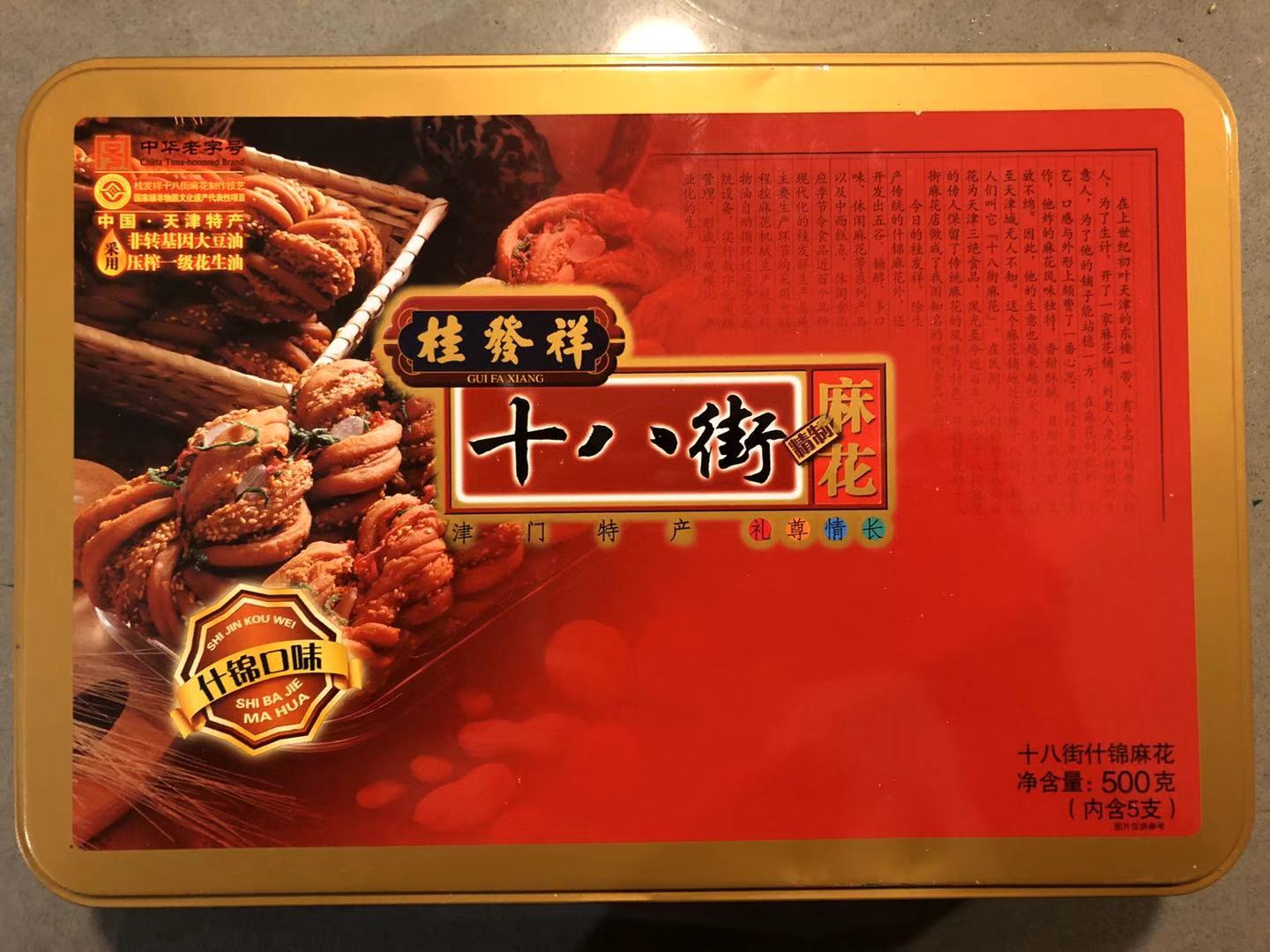
Foto del mahua de la calle 18 de Tianjin Guifaxiang.

## Mahua-Chen en Chongqing
El Mahua-Chen, o Chen-Mahua, es un tipo de Mahua que es famoso en Chongqing y ha sido popular en Chongqing desde la dinastía Qing. Tiene su origen en Ciqikou. El Mahua-Chen normalmente se elabora en diez sabores, que son el sabor original, sésamo negro, sal de pimienta, arroz negro, maíz, arroz glutinoso con azúcar de roca, picante, algas, chocolate y miel. El sabor picante del Mahua, es un Mahua característico de Chongqing.

## Mahua en Panamá
La merienda es extremadamente popular en la nación americana de Panamá, donde se ha adoptado como un plato nacional, y se conoce como Mafá. Fue traído por inmigrantes chinos a Colombia durante el siglo XIX, llegados posteriormente a la guerra de independencia, específicamente en el año de 1853. Luego de la separación de Panamá y Colombia en 1899, el mahua pervivió en Panamá, y desde entonces se diseminó por todo el territorio nacional, generando varias marcas y variantes en distintas localidades.
También hay una variante salada que es verde, y obtiene su sabor y color de las algas en polvo.